# Palazzo Venier dei Leoni
Palazzo Venier dei Leoni è un palazzo di Venezia, situato nel sestiere di Dorsoduro e affacciato sul Canal Grande, poco distante dalla basilica di Santa Maria della Salute.

## Storia

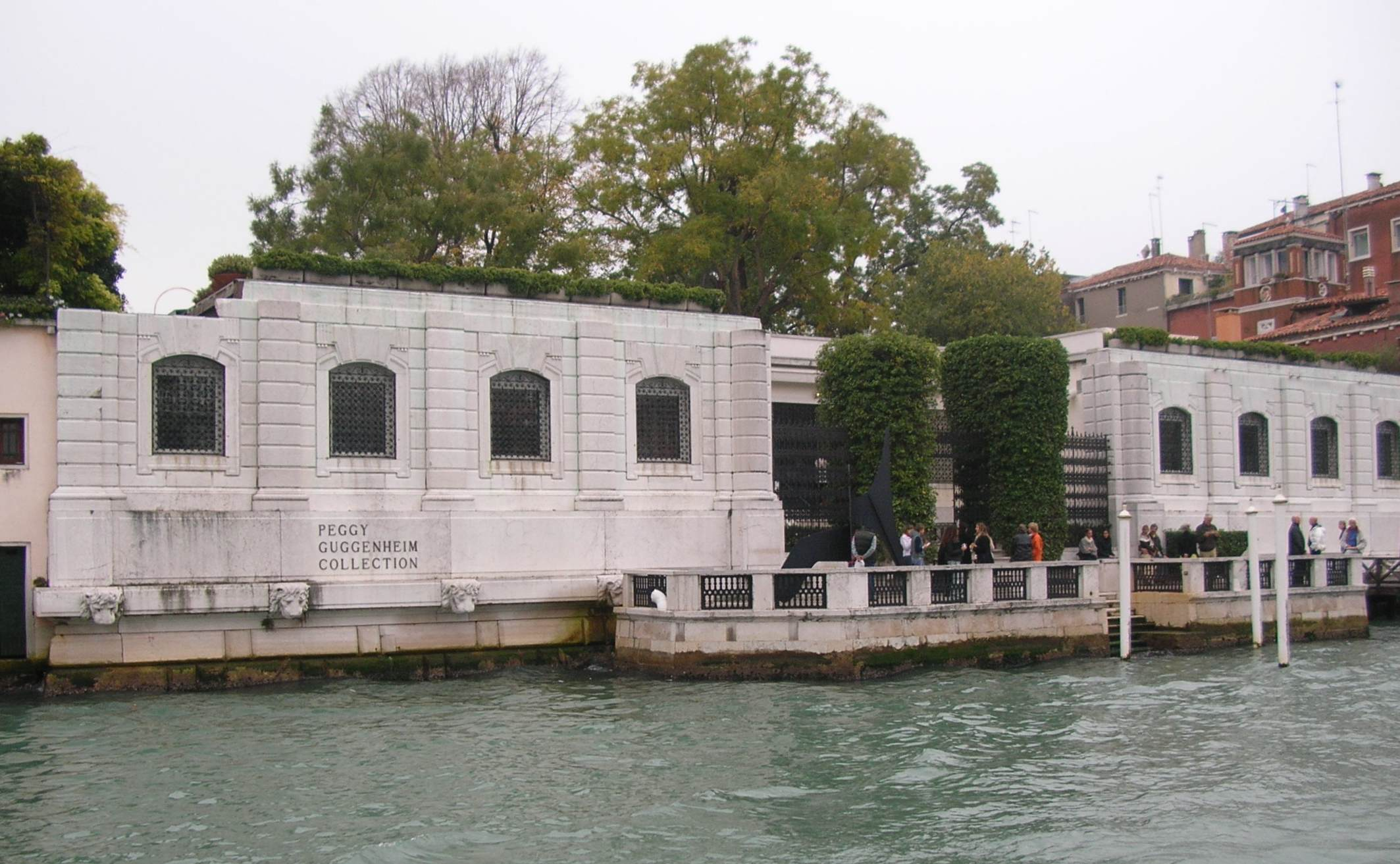
Palazzo Venier dei Leoni

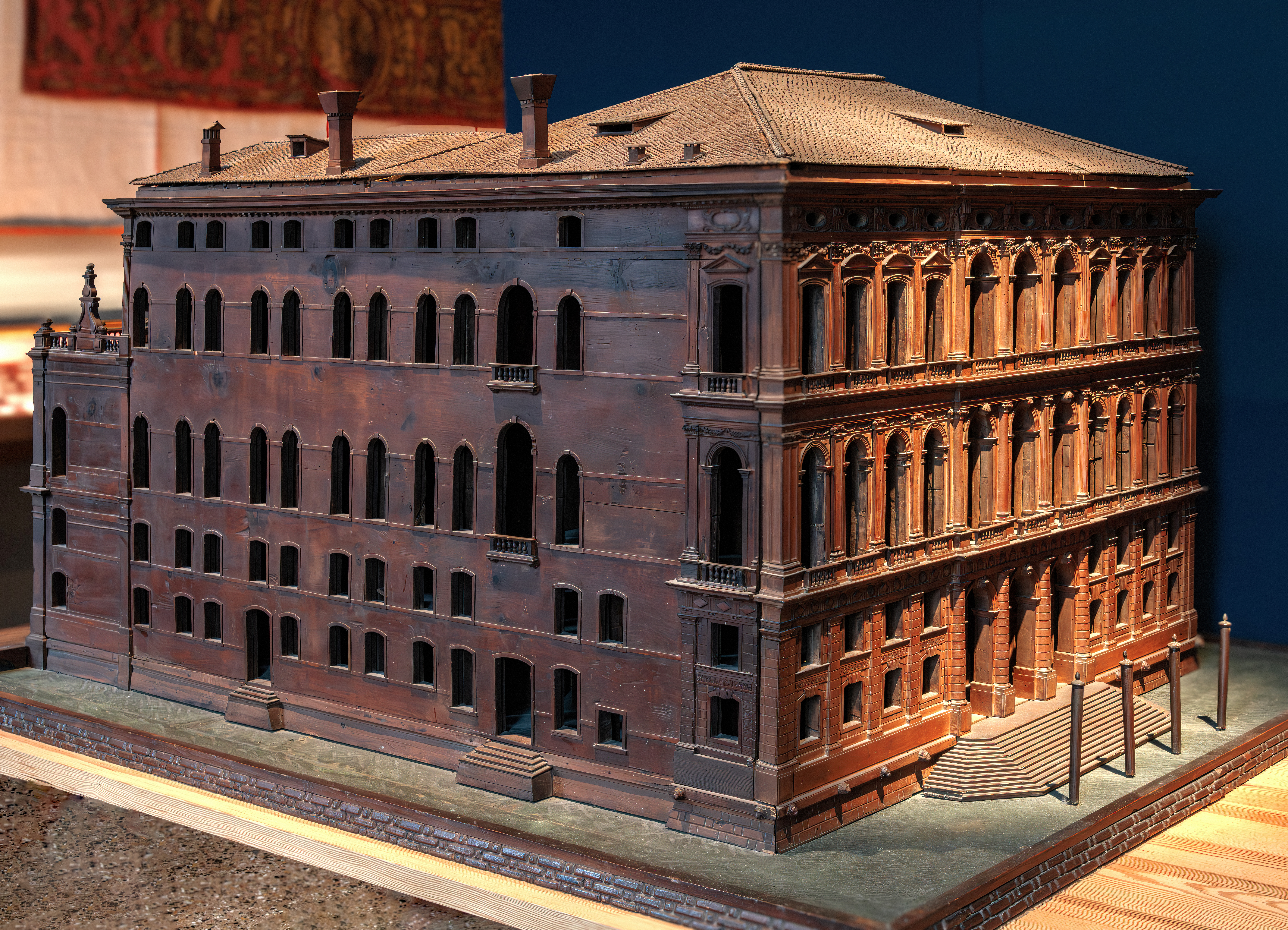
Modello in legno di grandi dimensioni per Palazzo Venier dei leoni - Museo correr

Il palazzo è progettato a metà del XVIII secolo dall'architetto Lorenzo Boschetti (l'autore della facciata di San Barnaba) per la famiglia Venier. Il progetto originario prevedeva un edificio che riassumesse le diverse lezioni del Palladio e del Longhena, i due architetti che più avevano lasciato l'impronta sulla città, con le loro grandi facciate, rispettivamente rinascimentali e barocche. Tuttavia, l'ambizioso progetto restò visibilmente incompiuto: infatti i problemi finanziari della famiglia Venier fecero sì che di Palazzo Venier venisse costruita solo parte del pian terreno.
Al Museo Correr si può vedere un modello ligneo di quello che avrebbe dovuto essere il palazzo nella sua compiutezza. Secondo tradizione vi sono due diverse ipotesi sull'incompiutezza del palazzo: una è che i dirimpettai Corner della Ca' Granda, potente famiglia che possedeva l'omonimo palazzo, temendo l'oscuramento del panorama di cui godevano dalla propria casa, abbiano fatto in modo che l'edificio non si realizzasse; secondo l'altra tradizione gli eredi della famiglia Venier, avendo il vincolo testamentario del padre defunto di costruire il nuovo palazzo, ma non possedendo le ricchezze atto a compierlo, risolsero la questione attraverso il compromesso di iniziare la costruzione, come da testamento, ma non di portarla a termine (cosa non specificata sulle carte).
Nei primi decenni del XX secolo appartenne a Luisa Casati, che fu presto costretta a venderlo.
Nel 1936 il palazzo fu acquistato dalla viscontessa Doris Castlerosse: grazie a lei i fabbricati retrostanti la facciata prendono la forma attuale.
Nel 1948 Peggy Guggenheim acquistò il palazzo, che, oltre a diventare la sua dimora veneziana, lasciò spazio, a partire dal 1949, a una piccola ma preziosa collezione di arte contemporanea, la Peggy Guggenheim Collection.
La derivazione del nome del palazzo non è certa, tuttavia è probabile che sia dovuto alla presenza di elementi scultorei rappresentanti leoni, presenti lungo la base della facciata.
A supportare una diversa ipotesi esiste una leggenda, secondo cui i Venier avrebbero tenuto nel giardino un leone.

## Descrizione
La struttura di un solo piano, anch'esso incompiuto, si presenta sul Canal Grande con una facciata a bugnato in pietra d'Istria, con un ciclo di otto monofore di dimensioni medie, al di sotto delle quali, a contatto con l'acqua, si trovano dei mascheroni con teste di leone, elemento peculiare. Centralmente, l'ingresso sul canale è costituito da un rientro preceduto da una cancellata, aperta su un'ampia terrazza da cui si gode la veduta del Canal Grande dal Ponte dell'Accademia al Bacino di San Marco.
Internamente, il palazzo ospita la Collezione Guggenheim, con quadri di artisti come Picasso, Kandinskij, Magritte, Pollock, ma anche gli arredi originali della stanza da letto di Peggy Guggenheim.
Posteriormente, il palazzo ha accesso al giardino attraverso un ingresso simmetrico a quello sul canale.